# دبی ستبنو
دبی ستبنو (به انگلیسی: Debbie Stabenow) (زادهٔ ۲۹ آوریل ۱۹۵۰) سناتور ایالت میشیگان در سنای ایالات متحده آمریکا است که برای نخستین‌بار در ۳ ژانویه ۲۰۰۱ به‌عضویت این مجلس درآمد. وی در زمرهٔ سناتورهای گروه اول است که تنها دو سال در سنا حضور دارند و در انتخابات بعدی نیز مجدداً می‌توانند شرکت کنند و تا تاریخ ۳ ژانویه ۲۰۱۹ در این مجلس خواهد بود.